# Urban Pierius

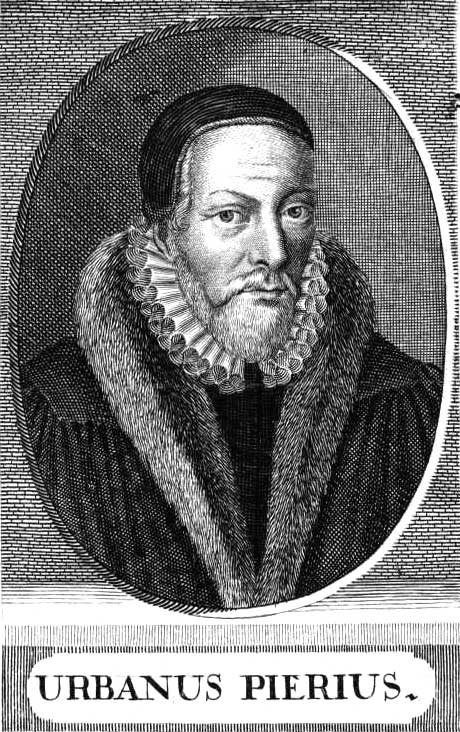
Urban Pierius

Urban Pierius, także: Birnbaum (ur. ok. 1546 w Schwedt/Oder nad Odrą; zm. 12 maja 1616 w Bremie) – niemiecki teolog ewangelicki, profesor na Uniwersytecie Viadrina we Frankfurcie nad Odrą i na Uniwersytecie w Wittenberdze, kaznodzieja dworski w Dreźnie.

## Życiorys
Urodził się w ubogiej rodzinie. Na koszt hrabiego von Hohenstein ukończył gimnazjum w Küstrin i od 1560 studiował we Frankfurcie nad Odrą, początkowo prawo, potem jednak zmienił kierunek na teologię. W czasie studiów przybrał greckie tłumaczenie swojego nazwiska (Birnbaum - Pierius). W 1570 uzyskał stopień magistra.
W 1572 objął profesurę na Wydziale Filozofii. W 1576 uzyskał tytuł doktora teologii, a jego promotorem był Andreas Musculus. W następnym roku objął rektorat Uniwersytetu Viadrina i został profesorem Wydziału Teologii.

## Dzieła
- Examen und Erläuterung der in der Leichenpredigt über den enthaupteten D. Nicolaum Krell gehalten, fürgebrachten neuen Religionsstreitigkeiten, Bremen 1603.
- Abfertigung des Ubiquistischen Predigers D., Phil. Nicolai, Bremen 1603.
- Brevis repetitio de persona & officio Christi, Wittenberg 1591.
- Ejus repetitio seu defensio contra Balthas. Menzerum.
- Confessio publica.
- Typus doctrinae orthodoxae de persone & officio Christi, Wittenberg 1591.
- Klag-Predigt über den Tod Churfürst Christians zu Sachsen, Wittenberg 1591.
- Formulae precum.
- Disp. De animae sentientis facultate interiori, Frankfurt (Oder) 1572.
- Bericht von einer getauften Türkin zu Amberg.